# Axiom Mission 2
Axiom Mission 2 (o Ax2) è stata la seconda missione spaziale organizzata da Axiom Space che utilizzava una Crew Dragon fornita da SpaceX come veicolo. L'inizio della missione è avvenuto il 21 maggio 2023 quando il veicolo Crew Dragon Freedom con il suo equipaggio è stato lanciato dal Kennedy Space Center a bordo di un lanciatore Falcon 9 Block 5. Ha attraccato autonomamente alla ISS il 22 maggio 2023 dove è rimasto per 8 giorni di missione; alla conclusione di questi ha lasciato la Stazione spaziale internazionale per fare ritorno sulla Terra ammarando nell'Oceano Atlantico.

## Storia
Nel maggio 2021, un anno prima del lancio del lancio di Axiom Mission 1, venne confermata l'intenzione di Axiom Space di lanciare una seconda missione spaziale turistica. L'equipaggio sarebbe stato formato da un comandante esperto di Axiom e di tre turisti spaziali, di cui uno con esperienze di pilotaggio che avrebbe assunto il ruolo di pilota.

## Equipaggio
Il comandante della missione è stata l'ex astronauta della NASA, Peggy Whitson. Nei 22 anni di servizio alla NASA Whitson ha partecipato a tre missioni di lunga durata sulla Stazione spaziale internazionale, accumulando 665 giorni nello spazio. Nel 2018 lasciò la NASA per lavorare con Axiom Space. John Shoffner è un pilota di automobili e di aerei, è un turista spaziale che durante questa missione ha assunto il ruolo di pilota. Il 12 febbraio 2023 vennero annunciati gli specialisti di missione dell'Arabia Saudita, l'aviatore Ali AlQarni e la ricercatrice Rayyanah Barnawi. Whitson e Shoffner hanno servito anche come equipaggio di backup per la missione Axiom Mission 1. Il veicolo Crew Dragon è dotato di navigazione autonoma, quindi l'equipaggio non ha avuto bisogno di intervenire.
| Ruolo                     | Equipaggio                  | Equipaggio                  |
| ------------------------- | --------------------------- | --------------------------- |
| Comandante                | Peggy Whitson Quarto volo   | Peggy Whitson Quarto volo   |
| Pilota                    | John Shoffner Primo volo    | John Shoffner Primo volo    |
| Specialista di missione 1 | Ali AlQarni Primo volo      | Ali AlQarni Primo volo      |
| Specialista di missione 2 | Rayyanah Barnawi Primo volo | Rayyanah Barnawi Primo volo |